# Albert Mallofré
Albert Mallofré i Milà (Villanueva y Geltrú; 1926-Barcelona; 9 de septiembre de 2017) fue un periodista y crítico musical español.

## Biografía
Debutó en la década de 1940 como columnista del semanario local de Villafranca del Panadés. Una vez licenciado, a partir de 1951, empezó a ejercer como corresponsal de publicaciones deportivas establecidas en Madrid. En 1953 ingresó en la redacción del semanario gráfico barcelonés Vida Deportiva en el que trabajó hasta su desaparición, y en donde cubría las noticias de deporte sobre ruedas. De 1959 a 1974 colaboró con la revista Destino. Desde 1964 también trabajó en el periódico diario barcelonés La Vanguardia —en donde llegó a ser máximo responsable de la sección de cultura y espectáculos— hasta 1996, momento en el que empezó a trabajar como periodista freelance.
A lo largo de su carrera colaboró además con las emisoras de Radio Juventud de Barcelona, Radio Barcelona, Radio Nacional de España, Radio Peninsular, Ràdio 4, Catalunya Ràdio y Catalunya Música; además de aparecer con frecuencia en Televisió de Catalunya, en La 1 y en la La 2, en donde dirigió un programa de jazz. Escribió numerosos guiones radiofónicos y televisivos. 
Fue promotor e impulsor discográfico y de diversos conciertos y festivales de música. En 2000 se estrenó como narrador con la novela L'any passat a Valldordis, conjuntamente con el arquitecto Pere Marsé y el fotógrafo Lluís Gené, y en 2009 publicó Simplemente, vivíamos.

## Obras
- La memòria captiva (guion audiovisual, 1998)
- L'any passat a Valldordis, conjuntamente con Pere Marsé y Lluís Gené (novela, 2000)[2]
- Con la música a esta parte (recopilación de artículos, 2005).
- Simplemente, vivíamos (2009).[2]

## Reconocimientos
En 2008 recibió el premio a la trayectoria periodística en el marco de la tercera edición de los premios Nit Canallesca, otorgado por sus compañeros de profesión.